# Mariano García Remón
Mariano García Remón (Madri, 30 de setembro de 1950) é um ex-futebolista e treinador de futebol espanhol que atuava como goleiro.

## Carreira
Revelado pelo Rayo Vallecano, foi para as categorias de base do Real Madrid em 1966 e promovido aos profissionais 4 anos depois. Para ganhar experiência, foi emprestado ao Talavera e ao Real Oviedo, sendo reintegrado em definitivo ao elenco principal dos Merengues em 1971 e brigando pela titularidade com Miguel Ángel González, que defendia o Real Madrid desde 1967.
Durante o jogo contra o Dínamo de Kiev, pelas quartas-de-final da Taça dos Clubes Campeões Europeus de 1972–73, Remón  manteve o placar zerado com uma boa atuação, rendendo a ele o apelido de El Gato de Odesa (O Gato de Odessa), mas seguiu na reserva de Miguel Ángel e também foi suplente de José Manuel Ochotorena até sua aposentadoria, em 1986, tendo atuado em 231 jogos oficiais.

## Seleção Espanhola
Pela seleção da Espanha, o goleiro disputou 2 amistosos em 1973, fazendo sua estreia na derrota por 3 a 2 para os Países Baixos, e também defendeu o gol da Fúria contra a Turquia.

## Carreira como treinador
Após deixar os gramados, Remón seguiu como treinador das categorias de base do Real Madrid, além de ter sido técnico do Castilla, o time B dos Merengues, entre 1991 e 1993. Treinou ainda Sporting de Gijón, Albacete, Las Palmas, Salamanca Numancia e Córdoba, porém sua passagem pelos clubes duraram pouco tempo. O ex-goleiro voltou ao Real Madrid em 2004, como auxiliar-técnico de José Antonio Camacho. Com a saída deste último, em setembro de 2004, foi anunciado como novo técnico da equipe, e durante os 3 meses no comando, surpreendeu ao deixar Roberto Carlos e David Beckham no banco de reservas na partida contra o Racing Santander - o lateral ameaçou deixar o Real, mas decidiu continuar no time. Em 20 jogos, Remón venceu 14, empatou 4 e sofreu outras 4 derrotas antes de ser substituído por Vanderlei Luxemburgo em dezembro de 2004.
A última experiência de Remón como treinador foi no Cádiz, que durou apenas 7 jogos em 2007. Desde então, não voltou a comandar outros clubes.

## Títulos

### Como jogador
Real Madrid
- Campeonato Espanhol: 1971–72, 1974–75, 1975–76, 1977–78, 1978–79, 1979–80
- Copa del Rey: 1973–74, 1974–75, 1979–80, 1981–82

### Como treinador
Real Madrid Castilla
- Segunda División B: 1990–91